# Tipula camerounensis
Tipula camerounensis är en tvåvingeart som beskrevs av Alexander 1921. Tipula camerounensis ingår i släktet Tipula och familjen storharkrankar.
Artens utbredningsområde är Kamerun. Inga underarter finns listade i Catalogue of Life.